# Die lebenden Leichen des Dr. Mabuse
Die lebenden Leichen des Dr. Mabuse (Originaltitel Scream and Scream Again) ist ein britischer Horrorfilm aus dem Jahr 1970. Regisseur war Gordon Hessler. Die Handlung basiert auf der Kurzgeschichte The Disorientated Man von Peter Saxon. Die von Norbert Jacques erfundene Figur des Doktor Mabuse kommt in der Originalfassung des Films nicht vor. 

## Handlung
Eine grausame Mordserie stellt die Londoner Polizei vor ein Rätsel. Der sogenannte „Vampirmörder“ saugt seinen Opfern das gesamte Blut aus dem Körper. Die Undercover-Polizistin Sylvia führt die Polizei zu dem Mörder. Nach einer langen Verfolgungsjagd kann der Täter, der anscheinend mit übermenschlichen Kräften ausgestattet ist, gestellt werden. Die Polizisten fesseln ihn mit Handschellen an ein Auto, aber er befreit sich, indem er seine eigene Hand abreißt. Schließlich stirbt er nach einer weiteren Verfolgung in einem Säurebad auf dem Anwesen des geheimnisvollen Dr. Mabuse, der im Auftrag des Politikers Fremont für die britische Regierung arbeitet.
Währenddessen versucht in einer unbenannten Militärdiktatur der Offizier Konratz sich durch die Ermordung seiner Vorgesetzten an die Spitze der Diktatur zu setzen. Heimlich trifft sich Konratz mit Fremont, um über die Freilassung einiger britischer Geiseln zu verhandeln. Im Gegenzug für die Freilassung soll die britische Polizei die Taten des „Vampirmörders“ geheim halten, was jedoch nicht gelingt.
Nachdem die Akten der Polizei über den „Vampirmörder“ geschlossen worden sind, stellt der junge Gerichtsmediziner Dr. Sorel gemeinsam mit Polizistin Sylvia seine eigenen Ermittlungen an. Dabei stößt er im Haus des Dr. Mabuse auf ein unglaubliches Geheimnis. Sowohl der „Vampirmörder“ als auch Fremont, Konratz und Dr. Mabuse selbst sind Kompositen, künstliche Menschen aus amputierten Körperteilen, die übermenschliche Stärke besitzen. Nun will Mabuse Sylvias Gehirn in ein weiteres Kompositum einpflanzen, wird jedoch durch einen Besuch von Konratz unterbrochen. Die beiden kämpfen miteinander, und Mabuse kann seinen Gegner töten. Während dieses Kampfes gelingt Sorel und Sylvia die Flucht. Schließlich trifft Fremont in der Praxis von Dr. Mabuse ein. Mabuse informiert Fremont darüber, dass sie alle anderen Kompositen versammeln sollten, da die Taten des „Vampirmörders“ weltweit Aufsehen erregt haben. Fremont jedoch entgegnet, dass es dafür bereits zu spät sei und stößt Mabuse in ein Säurebad.

## Kritik
„Einige Wissenschaftler wollen aus amputierten Einzelteilen einen perfekten synthetischen Menschen schaffen und damit die Weltherrschaft gewinnen. Wirre Mischung aus Science-Fiction-, Horror- und Kriminalfilm.“

## Hintergrund
Im Film spielen drei Urgesteine des Horrorfilms der 60er- und 70er-Jahre, Vincent Price, Christopher Lee und Peter Cushing, mit. Price und Lee treffen jedoch lediglich in der letzten Szene des Films aufeinander und Cushing ist nur kurz und nie mit einem der beiden anderen gemeinsam in einer Szene zu sehen. Der einzige Film, in dem alle drei gemeinsam vor der Kamera stehen, ist Das Haus der langen Schatten (1983).
Vincent Prices Filmrolle Dr. Mabuse heißt in der englischsprachigen Originalversion Dr. Browning. Im Originalroman heißt diese Figur Dr. Sanders.
In Großbritannien lief der Film am 29. Januar 1970 an, in den USA am 13. Februar 1970, in Deutschland am 23. April 1971.